# Wetgevend Lichaam
Het Wetgevend Lichaam (in die tijd ook " Wetgevend ligaam" geschreven) was in de periode 1801 - 1810 het orgaan in het Nederlandse staatsbestel dat de wetgevende macht bezat.

## Bataafs Gemenebest

### 1801 - 1805
Het Wetgevend Lichaam van het Bataafse Gemenebest werd ingesteld bij de grondwetsherziening (de "Staatsregeling") van 16 oktober 1801. Het Wetgevend Lichaam was de opvolger van het Vertegenwoordigend Lichaam in de Bataafse Republiek en bestond uit 35 leden.
Een commissie van twaalf beraadslaagde over de door het Staatsbewind ingediende wetsvoorstellen, waarna alle leden erover stemden. Een verworpen voorstel kon nog eenmaal opnieuw in bespreking komen. Het Wetgevend Lichaam kon zelf geen wetten voorstellen. Evenmin kon het het Staatsbewind tot aftreden dwingen.
De gewone zittingen van Wetgevende Lichaam werden jaarlijks in twee perioden gehouden, van 15 april tot 1 juni en van 15 oktober tot 15 december. Er konden door het Staatsbewind buitengewone zittingen worden uitgeschreven.
Het eerste Wetgevend Lichaam van 1801 werd benoemd door het Staatsbewind. In 1803 waren er getrapte verkiezingen die gebruikmaakten van het bestaande systeem van de grondvergaderingen. Daarvan waren er over het hele land vijfduizend met maximaal vijfhonderd leden. De kiezers moesten mannelijk zijn, ouder dan twintig en een eed tegen stadhouder en anarchie hebben afgelegd. Bekende politieke tegenstanders van het regime werden uitgesloten. De kiezers kozen uit hun midden één kiesman. De kiesmannen kozen per district één afgevaardigde. De afgevaardigden kozen de leden die hun departement weer mocht afvaardigen naar het Wetgevend Lichaam. Er waren acht departementen.

### 1805 - 1806
Het wetgevend lichaam dat werd ingesteld op grond van de Staatsregeling-1805 werd aangeduid als de Vergadering van Hun Hoog Mogenden, vertegenwoordigende het Bataafs Gemenebest. Deze vergadering bestond uit negentien leden. Het waren deels oude regenten, zoals Six van Oterleek, Van Foreest en Van Styrum, en deels gematigde patriotten, zoals Van Hooff en De Vos van Steenwijk.
Het Wetgevend Lichaam werd door de departementale (provinciale) besturen gekozen (zeven voor Holland, twee voor Brabant, Gelderland, Friesland en Groningen, en een voor Overijssel, een voor Zeeland, een voor Utrecht). De leden werden gekozen op voordracht van de Raadpensionaris. Ieder jaar trad een derde deel af.
Het Wetgevend Lichaam kwam slechts twee keer per jaar enkele weken bijeen. Het vergaderde over de begroting, over verdragen en over de oorlogsverklaring.

## Koninkrijk Holland

### 1806 - 1810
Na het decreet van 5 juni 1806 en een tussen Frankrijk en het Bataafs Gemenebest gesloten verdrag werd het koninkrijk Holland in het leven geroepen, met aan het hoofd koning Lodewijk Napoleon. Op grond van de Staatsregeling-1806 werd wederom een wetgevend lichaam ingesteld, dat (formeel vanaf 18 februari 1807) werd aangeduid als het Wetgevend Lichaam van het Koninkrijk Holland.
Dit parlement bestond uit 38 leden, die voor vijf jaar werden benoemd. De koning koos de leden uit een door de provincies opgemaakte nominatie van twee personen. Na toevoeging van het departement Oost-Friesland aan het koninkrijk in 1808 werd dit aantal verhoogd tot 41.
Ook dit Wetgevend Lichaam kende aanvankelijk twee zittingsperioden (15 april-1 juni en 15 november-15 januari). Later vergaderde het Wetgevend Lichaam alleen van 15 november tot 15 januari). De koning kon buitengewone zittingen uitschrijven.
In de Constitutie van 7 augustus 1806 werd vastgelegd dat wetten werden vastgesteld door koning en Wetgevend Lichaam gezamenlijk. Een verworpen wetsvoorstel kon opnieuw worden ingediend. De koning kon na toestemming echter ook wetten zonder het parlement vaststellen.